# Мъркюри-Редстоун 1
Мъркюри 1 (на английски: Mercury-Redstone 1) е американски космически кораб от първо поколение. Това е първият непилотиран суборбитален космически полет от програмата Мъркюри. Полетът е неуспешен и повторен един месец по-късно под името MR-1A.

## История
Мъркюри — Редстоун 1 (MR-1) е изстрелян на 21 ноември 1960 г. от стартов комплекс №5 (LC-5) на космодрума Кейп Канаверъл, Флорида. Продължителността на полета е само 2 сек. Достигнатата височина е около 4 инча (10 см.), поради което този опит влиза в историята като „4 - инчов старт“. Причината за провала на мисията е взрив в ракетата-носител Редстоун. Капсулата е спасена от системата за аварийно спасяване (САС) и използвана при следващата мисия Мъркюри 1А (MR-1A). Любопитна подробност е тази, че измервателните прибори регистрират ускорение от 1 g за минималното изминато разстояние след старта. Капсулата на Мъркюри 1 / Мъркюри 1А се съхранява в Ames Research Center, Лос Анджелис, Калифорния.

## Галерия
- Зареждане с гориво и подготовка за старт на MR-1.
- MR-1 при стартиране.
- Сработва системата за аварийно спасяване (САС).
- Капсула №2, използвана за полетите на MR-1 и MR-1A.